# Журавлиха (Киевская область)
Журавли́ха (укр. Журавлиха) — село, входит в Ставищенский район Киевской области Украины.
Население по переписи 2001 года составляло 1293 человека. Почтовый индекс — 09432. Телефонный код — 4564. Занимает площадь 4,42 км². Код КОАТУУ — 3224282801.

## Местный совет
09432, Київська обл., Ставищенський р-н, с. Журавлиха